# Бугорчатая лягушка
Бугорчатая лягушка, или морщинистая лягушка (лат. Glandirana rugosa) — вид бесхвостых земноводных из семейства настоящих лягушек (Ranidae).

## Описание
Общая длина достигает 5—5,6 см. Наблюдается половой диморфизм: самки крупнее самцов. Кожа её сверху бугорчатая. Верхняя сторона тела окрашена в тусклый серо-бурый цвет, в задней части тела он переходит в зелёный. Брюхо грязно-белого окраса с чёрными мраморными разводами.

## Ареал и места обитания
Обитает на островах Хонсю, Сикоку, Кюсю (Япония). Завезена на Гавайские острова.
Любит рисовые поля, водно-болотные угодья в устьях рек, водоёмов, горные места. Встречается на высоте до 300 метров над уровнем моря. Ведёт водный образ жизни. Далеко от воды не отходит. Голос этой лягушки — негромкое ворчание, которое раздаётся ночью и днём, как в период икрометания, так и после него. Питается мелкими насекомыми.

## Размножение
Спаривание и размножение происходит в мае — сентябре. Самка откладывает до 20 яиц. Головастики появляются осенью, зимуют в воде, метаморфоз происходит весной.